# Glosar
Glosar (din greaca veche glossárion, latină glossarium) este o listă sau colecție de cuvinte regionale întâlnite într-un text sau culese dintr-o regiune, cuvinte învechite (arhaisme) sau puțin cunoscute (neologisme), însoțite de explicația lor, concepută ca anexă la o lucrare științifică ori beletristică sau ca operă independentă.